# Kant-Garagen

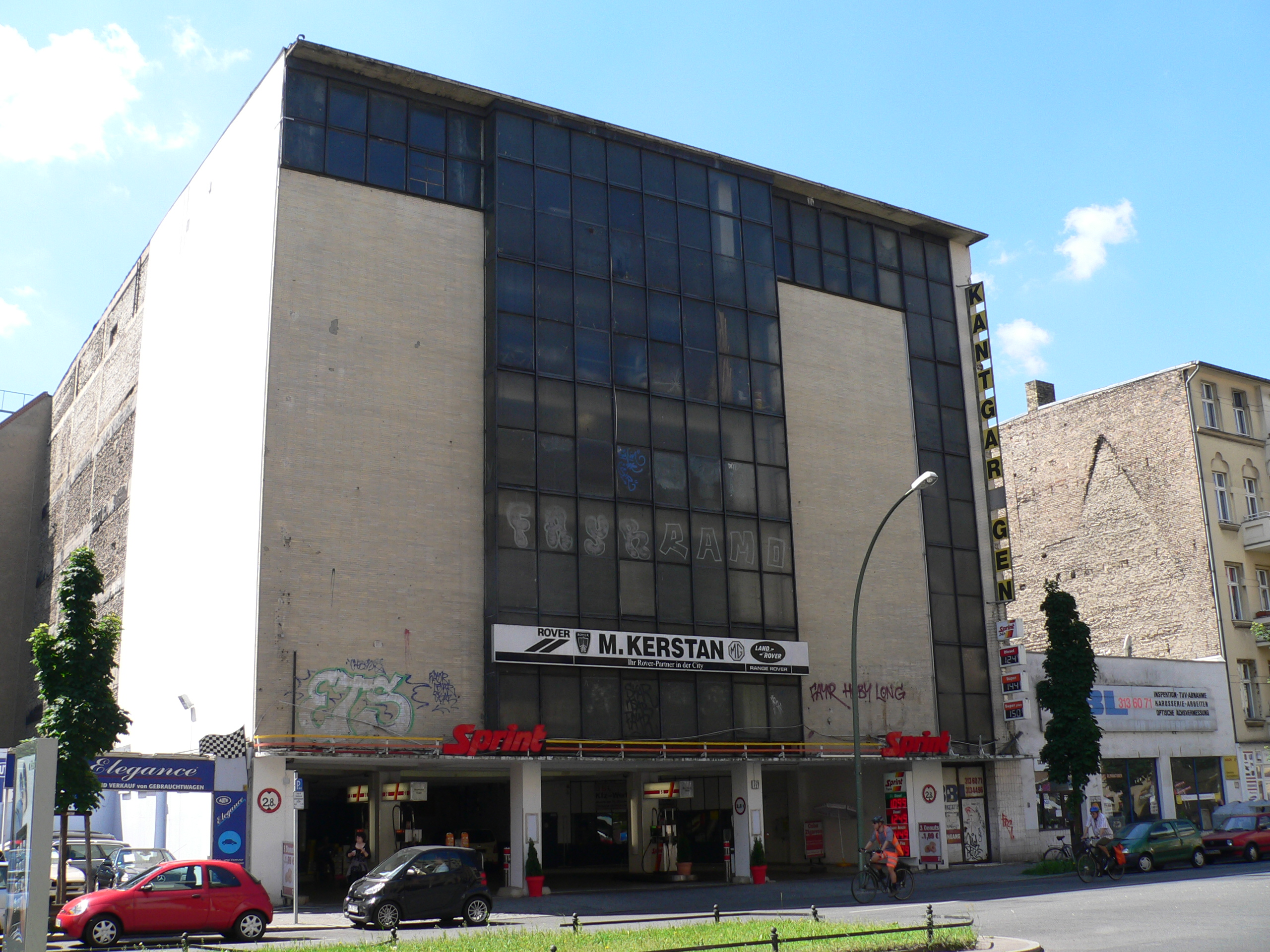
Kant-Garagen-Palast (2010)

Das 1929–1930 errichtete Gebäude Kant-Garagen (auch: Kant-Garagen-Palast, Kant-Garagenpalast oder Serlin-Rampenhaus) in der Kantstraße 126/127 im Berliner Ortsteil Charlottenburg ist die einzige in Berlin und Brandenburg erhaltene Hochgarage der Zwischenkriegszeit. Sie ist zugleich die älteste erhaltene Hochgarage Europas mit doppelgängiger Wendelrampe und weltweit die einzige Hochgarage mit Vorhangfassade. Die Kant-Garage ist die einzige Hochgarage in Deutschland, deren authentische Ausstattung bis heute nahezu vollständig erhalten blieb und die bis 2017 auch als Garage genutzt wurde. Seit Oktober 2017 wurde die authentische Ausstattung des Baudenkmals mit Zustimmung des Landesdenkmalamtes und der Unteren Denkmalschutzbehörde Berlin rückgebaut. Von 2022 bis 2023 war das Stilwerk in den Kant-Garagen untergebracht. Seit 2023 sind verschiedene Mieter in die Kantgaragen eingezogen und fast komplett alle Etagen vermietet. 1. Etage ein Co-Working Concept Garage127, in der 2. Etage befindet sich eine Galerie, in den anderen Etagen haben unterschiedliche Firmen ihre Büros, Alpha Industrie hat in einem Oktagon einen Showroom und in der 5. Etage steht eine besondere Eventhalle zur Buchung zur Verfügung. Ab Mai 2023 erwartete man die Fertigstellung des Gastronomiekonzeptes im Bereich der ehemaligen Tankstelle.

## Geschichte
Das mehrgeschossige Garagengebäude (Hochgarage) wurde vom Architekturbüro Lohmüller Korschelt & Renker (Bruno Lohmüller, Oskar Korschelt, Jakob Renker) in Zusammenarbeit mit der Bürogemeinschaft von Hermann Zweigenthal und Richard Paulick für und mit dem Unternehmer und Ingenieur Louis Serlin im Stil der Neuen Sachlichkeit bzw. des Neuen Bauens entworfen und errichtet. Der 1,5 Millionen Reichsmark (kaufkraftbereinigt in heutiger Währung: rund 6,7 Millionen Euro) teure Bau konnte nur realisiert werden, weil Serlin als Hauptmieter den Deutschen Auto-Club gewonnen hatte. Die Hochgarage war ursprünglich auf Höhe des ersten Obergeschosses mit der heute nicht erhaltenen Villa Schulze verbunden, die der Gärtnereibesitzer Carl Schulze bereits 1895 auf dem Grundstück errichtet hatte. Sie wurde von Serlin für Verwaltungszwecke genutzt. Hier befand sich auch eine Chauffeur-Kantine, die zugleich als öffentliches Schanklokal (Groschenkeller) betrieben wurde.
Bereits kurzzeitig nach Fertigstellung im Oktober 1930 machte der Kant-Garagen-Palast international Furore. Im Rahmen der Internationalen Bauausstellung 1932 wurden sogar Führungen angeboten. Zu diesem Zeitpunkt war der Bau allerdings noch nicht in der bis heute erhaltenen Form fertiggestellt, denn das die Hochgarage abschließende Dachgeschoss wurde erst 1936–1937 durch die Siemens-Bauunion aufgestockt.

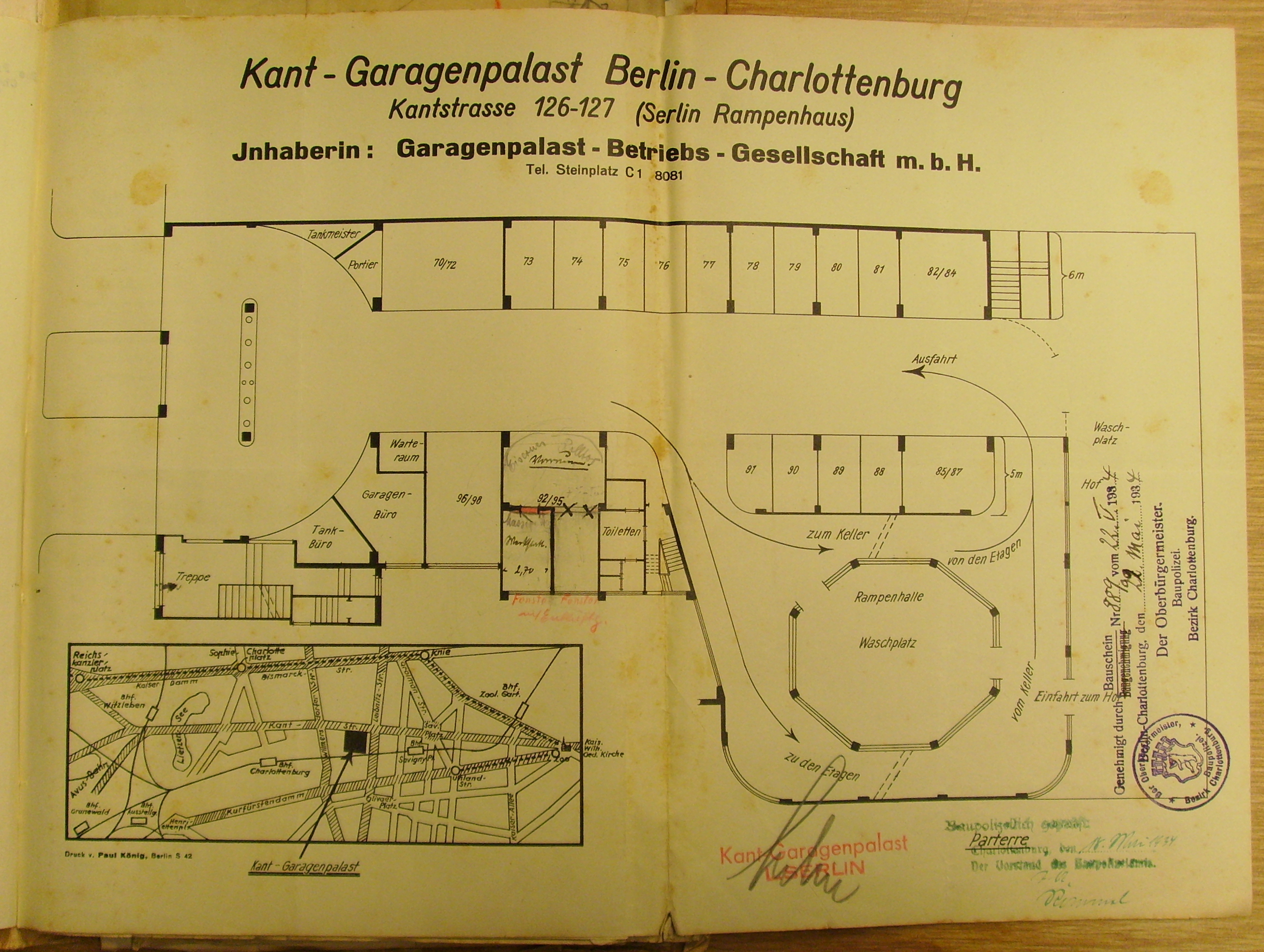
Kant-Garagenpalast (Serlin Rampenhaus), Übersichtsblatt mit Grundriss und Lageplan aus der Bauakte, 1930
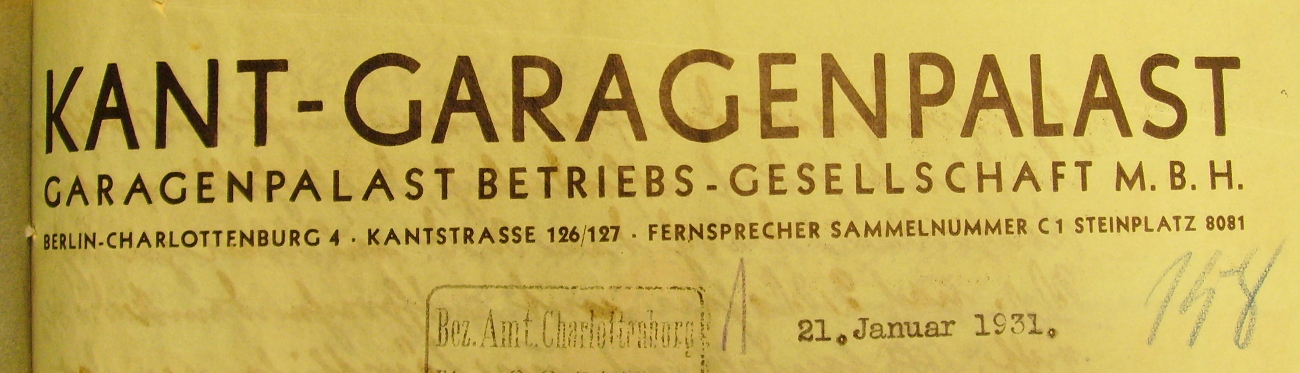
Briefkopf der Garagenpalast Betriebs-Gesellschaft mbH, 1931
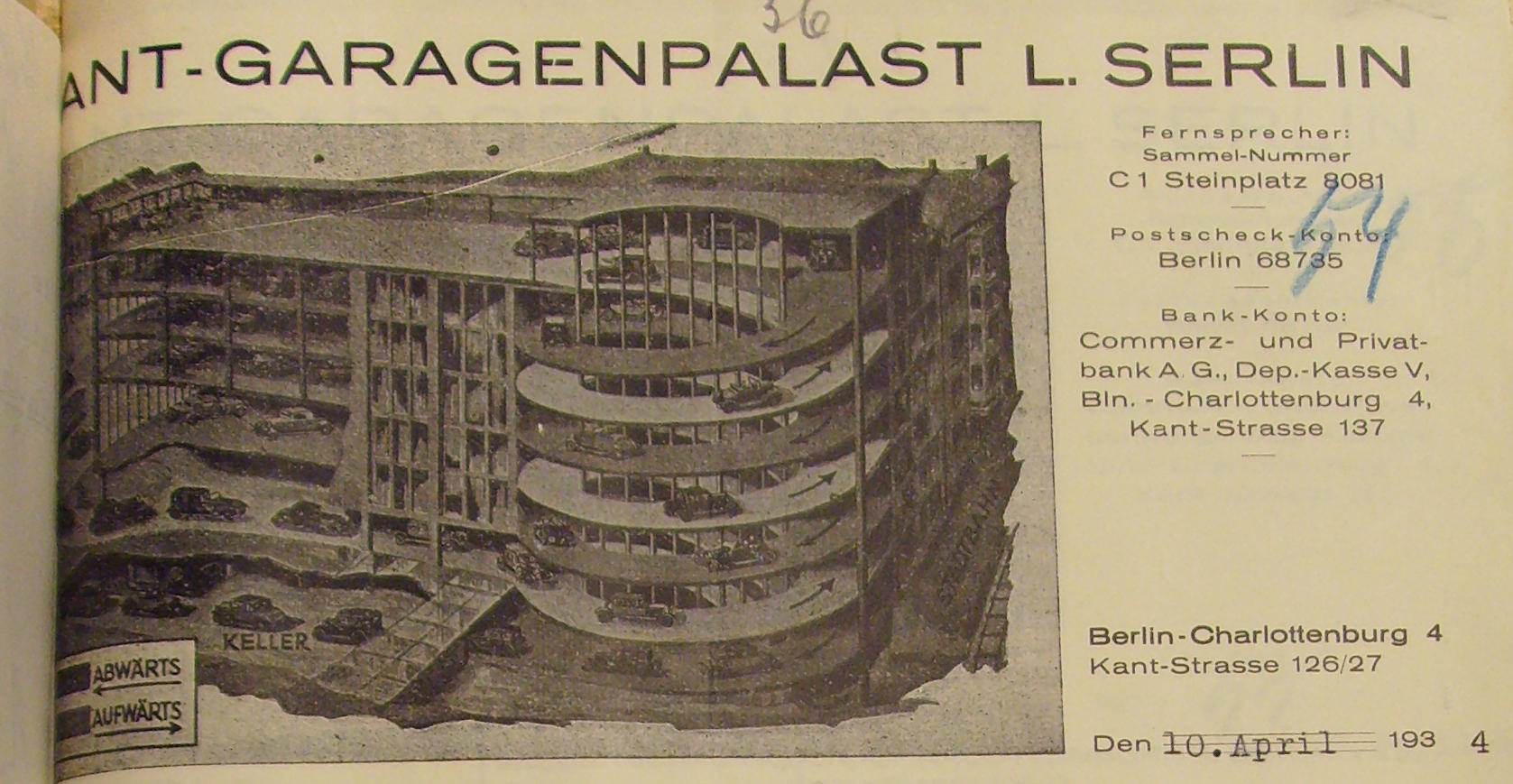
Briefkopf von Louis Serlin, 1934

Bis 1939 wurde die Hochgarage von der Garagenpalast Betriebs-Gesellschaft mbH unter der Leitung von Ernst und Lilli Caspari bewirtschaftet. Diese flohen aufgrund der jüdischen Abstammung 1938 nach Uruguay. Die „Arisierung“ des Garagenbetriebs erfolgte durch SS-Hauptsturmführer Gustav Lombard. Louis Serlin floh vermutlich um 1941 vor den Nationalsozialisten in die USA und lebte nach Kriegsende in Los Angeles. Die genauen Umstände von Flucht und Enteignung liegen im Dunkeln. 1942 wurde der „Waldgutsbesitzer Günther Graf von der Schulenburg, Wolfsburg in der Stadt des KdF-Wagens bei Fallersleben“ als neuer Eigentümer von Grundstück und Hochgarage eingetragen.
Den Zweiten Weltkrieg überstand der Kant-Garagen-Palast mit nur geringfügigen Schäden. Die Hochgarage selbst erhielt lediglich im Dachgeschoss einen direkten Treffer durch eine Sprenggranate. Große Teile der Verglasung an den Fassaden zur Kantstraße und vermutlich auch einige Glaselemente der Vorhangfassade an der Gebäuderückseite wurden durch Splitter und Druckwellen von Fliegerbomben zerstört. Die beiden Tragkonstruktionen der Glasfassaden wurden dagegen nicht in Mitleidenschaft gezogen. Vollständig zerstört wurde aber die zweigeschossige Villa Schulze. Auch die beiden benachbarten Wohnhäuser aus der Gründerzeit wurden teilweise schwer beschädigt: Das westlich angrenzende Wohnhaus von 1897 (Kantstraße 125) brannte aus, beim östlich angrenzenden Wohnhaus von 1909 (Kantstraße 128) wurde das Vorderhaus zerstört.
Nach 1945 wurde Louis Serlin sein Eigentum wieder rückübertragen. Der Tankstellen- und Garagenbetrieb wurde anschließend durch Serlins Kantgaragen-Betriebsgesellschaft weitergeführt. Die geringfügigen Kriegsschäden am Garagengebäude waren bis etwa 1947 alle behoben. 1948 wurde die noch erhaltene Vorhangfassade auf der gesamten Höhe des Erdgeschosses entfernt und durch eine Ziegelwand ersetzt – eine Sicherungsmaßnahme, die durch die Berliner Kriminalpolizei angeordnet wurde. 1956 entstand dann auf der enttrümmerten Fläche der ehemaligen Villa eine Pflegedienst- und Wagenabstellhalle der Deutschen Shell AG. Der Berliner Immobilienunternehmer Karl Heinz Pepper (Unternehmensgruppe Pepper, Kantgaragen GmbH) erwarb den Bau von Serlin im September 1961. Ende 2016 wurde das Baudenkmal an den Berliner Immobilienunternehmer Dirk Gädeke (Gädeke & Sons GmbH, Dirk Gädeke GmbH & Co. Immobilien KG.) verkauft, der den Tankstellen- und Garagenbetrieb seit Anfang 2017 nicht mehr weiterführt. Gädeke wollte das Baudenkmal für eine andere Nutzung umbauen: auf dem Dach sollte ein Penthouse für seine Familie entstehen.

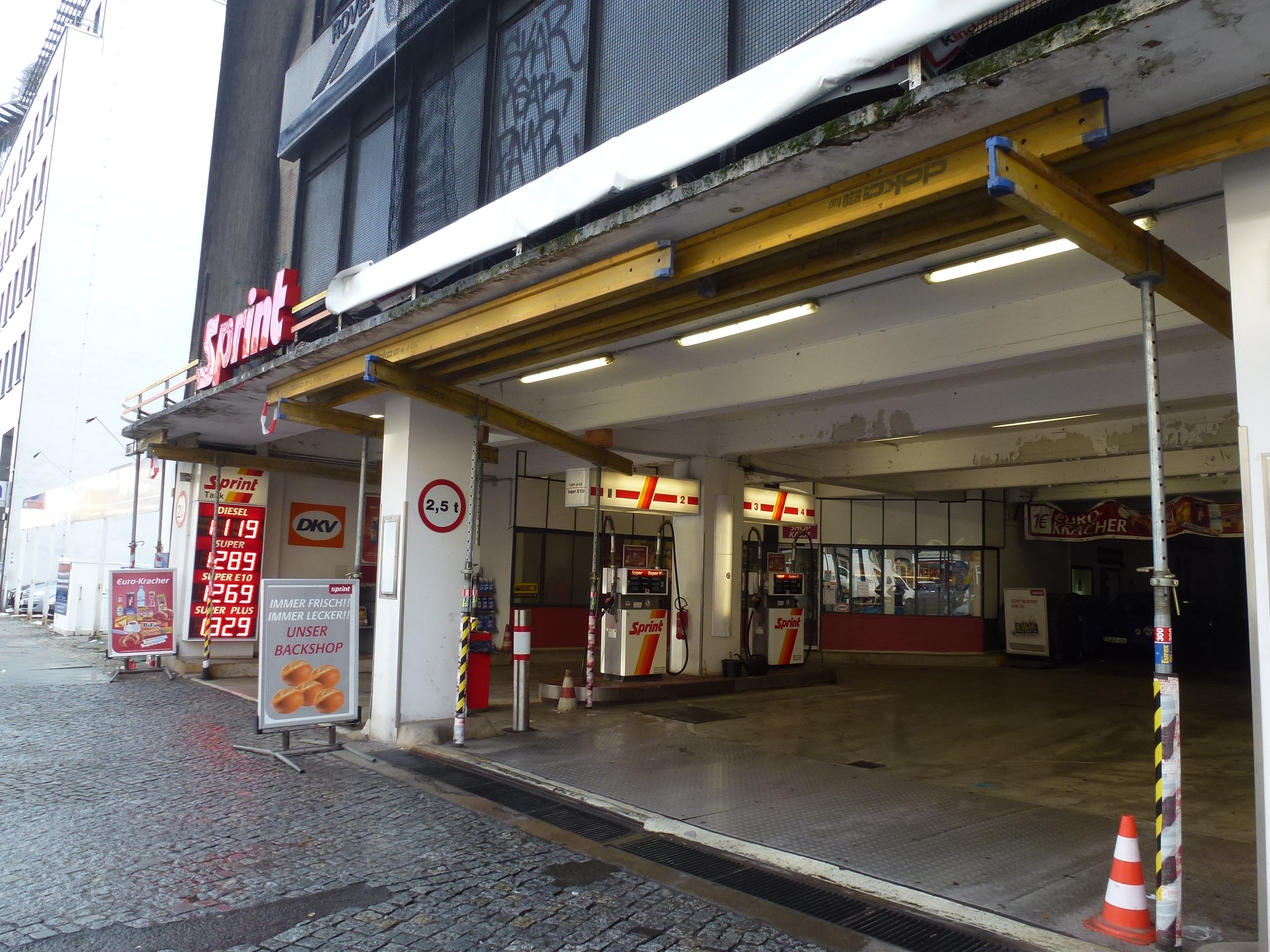
Tankstellenbetrieb, 2015

Die Hochgarage mit Tankstelle und Kfz-Werkstatt, die seit Oktober 1930 ohne Unterbrechung als Mietgarage genutzt wurde, diente bis dahin als Anwohnergarage. Auch der Tankstellenbetrieb versorgte bis 2017, also über 87 Jahre lang, Berliner Autofahrer mit Betriebs- und Schmierstoffen, zuerst als DAPOLIN-Shell-OLEX, später als reine Shell- und Sprint-Tankstelle. Von Ende Mai bis Anfang Juni 2017 wurde die Tankstelle im Kant-Garagen-Palast durch die Firma Geotank aus Neuruppin stillgelegt. Diese Arbeiten wurden durch die Sprint GmbH beauftragt, um Platz für die Umnutzung des Erdgeschosses zu schaffen.(Beleg fehlt)

## Architektur

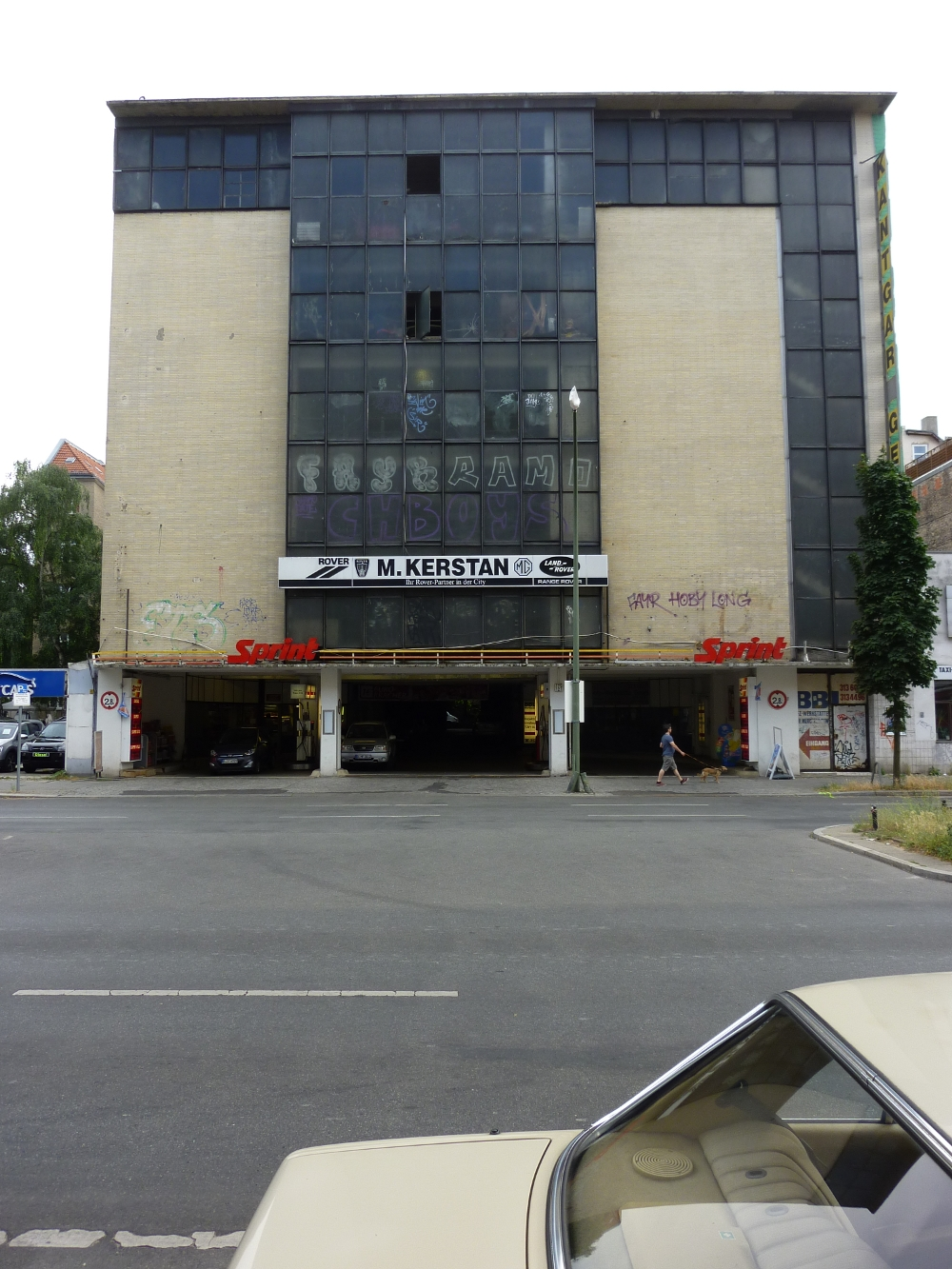
Fassade an der Kantstraße, 2012

Das Garagengebäude ist als Skelettkonstruktion in Stahlbeton ausgeführt und mit Ziegelmauerwerk ausgefacht. Die Hochgarage bietet Stellplätze für rund 300 Fahrzeuge.
Die Fassade zur Kantstraße wurde mit sandgrauen Klinkerriemchen (Flachverblender) verkleidet, alle übrigen Wandflächen sind lediglich verputzt. Die Straßenfassade ist im Bereich der Fahrstraßen zu den Garagenplätzen (Boxenstraße) sowie dem vorderen Treppenhaus geschossübergreifend durch Drahtglasfenster in dunkelgrauen Eisenrahmen beleuchtet. Der von der Straße abgewandte, rückwärtige Teil zur S-Bahn-Trasse ist vollständig mit einer in großen Teilen im Originalzustand erhaltenen Vorhangfassade der Glasdachfabrik Claus Meyn KG  (Frankfurt M.) verglast und besitzt seitlich eine offene Feuertreppe.
Im Inneren der Kant-Garagen blieben die zeitgenössischen Garagenplätze (Boxen) mit ihren weltweit einzigartigen Schiebetoren Bauart Heinrichs der Berliner Firma Paul Heinrichs (Tempelhof) erhalten. Insgesamt blieben 132 originale Heinrichs-Boxen von 1930 bis Oktober 2017 erhalten: im Kellergeschoss 6 Boxen, im Erdgeschoss 13 Boxen (8 fehlten hier bereits), im ersten Obergeschoss alle 34 Boxen, im zweiten Obergeschoss 28 Boxen (die restlichen 6 Garagentore stammten aus den 1980er Jahren), im dritten Obergeschoss alle 34 Boxen und im vierten Obergeschoss 9 Boxen. Die Heinrichs-Boxen sind fester Bestandteil des Baudenkmals und zusammen mit der doppelgängigen Wendelrampe und der Vorhangfassade einzigartige Zeugnisse für die Baukultur des Automobilismus in der Zwischenkriegszeit.
Ebenso finden sich bauzeitliche Feuerschutztore, mit denen die einzelnen Etagen im Brandfall selbstauslösend geschlossen würden. Auch Teile der für den Automobilservice der 1930er Jahre notwendigen Ausstattung, wie Waschplätze, Schallkammer und Hebevorrichtungen für den Schmierdienst (hydraulische Hebebühne), blieben bis 2017 erhalten.

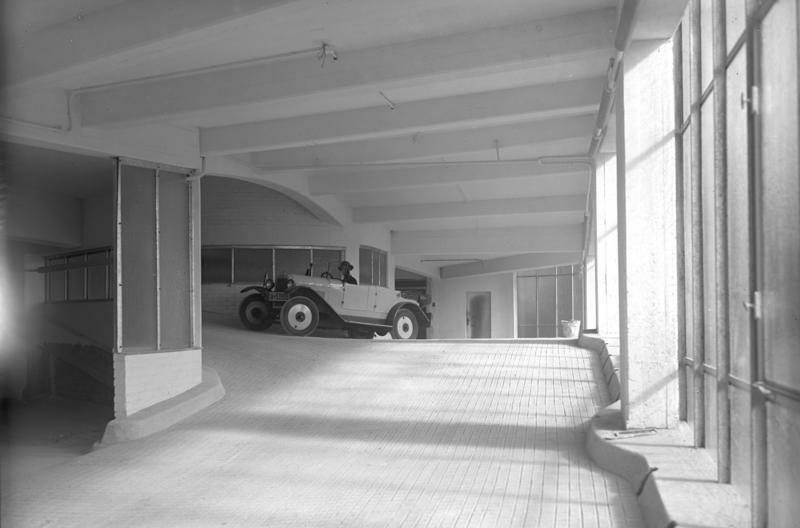
Innenansicht, 1930
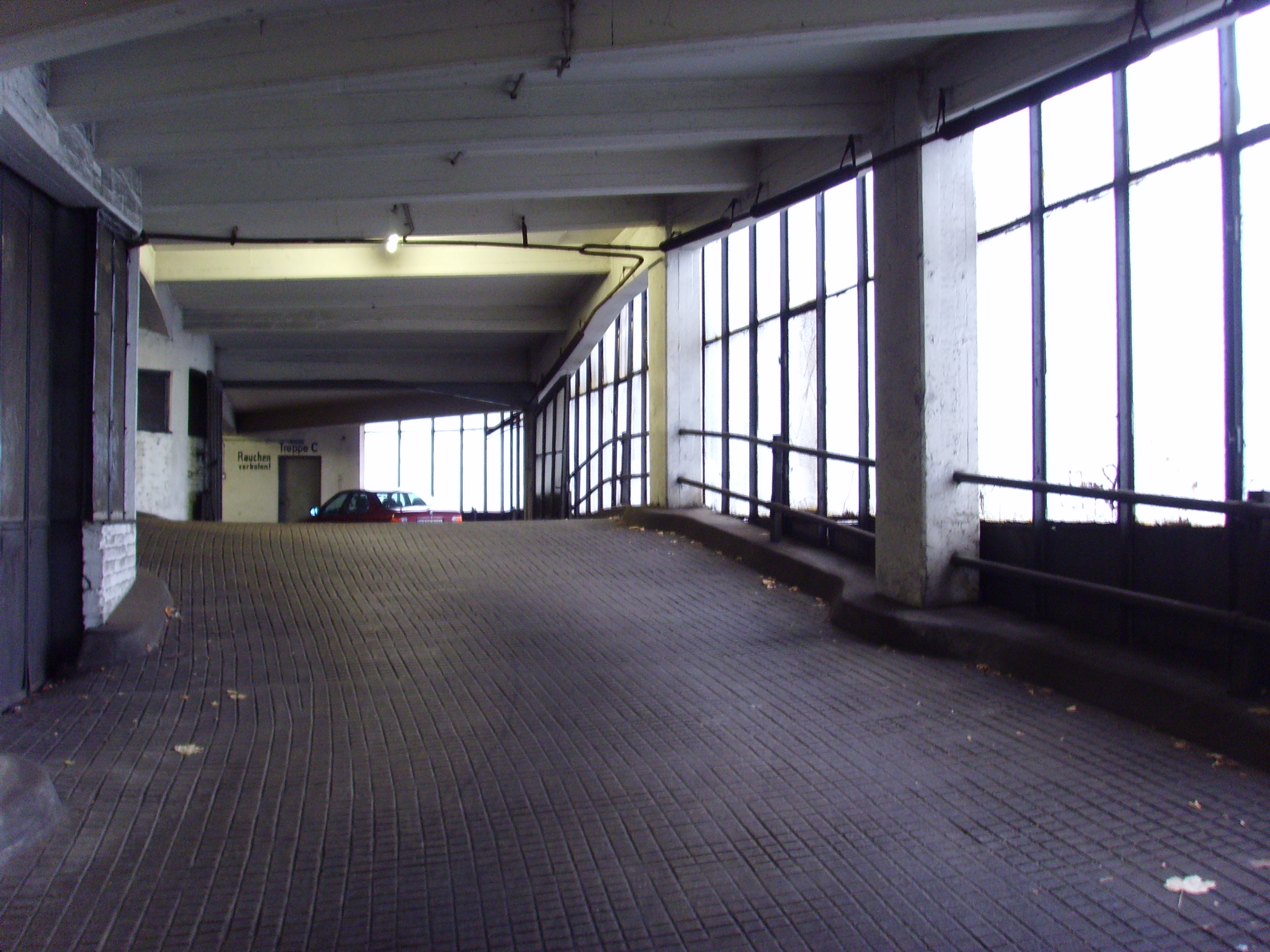
Wendelrampe Auffahrt, 2007
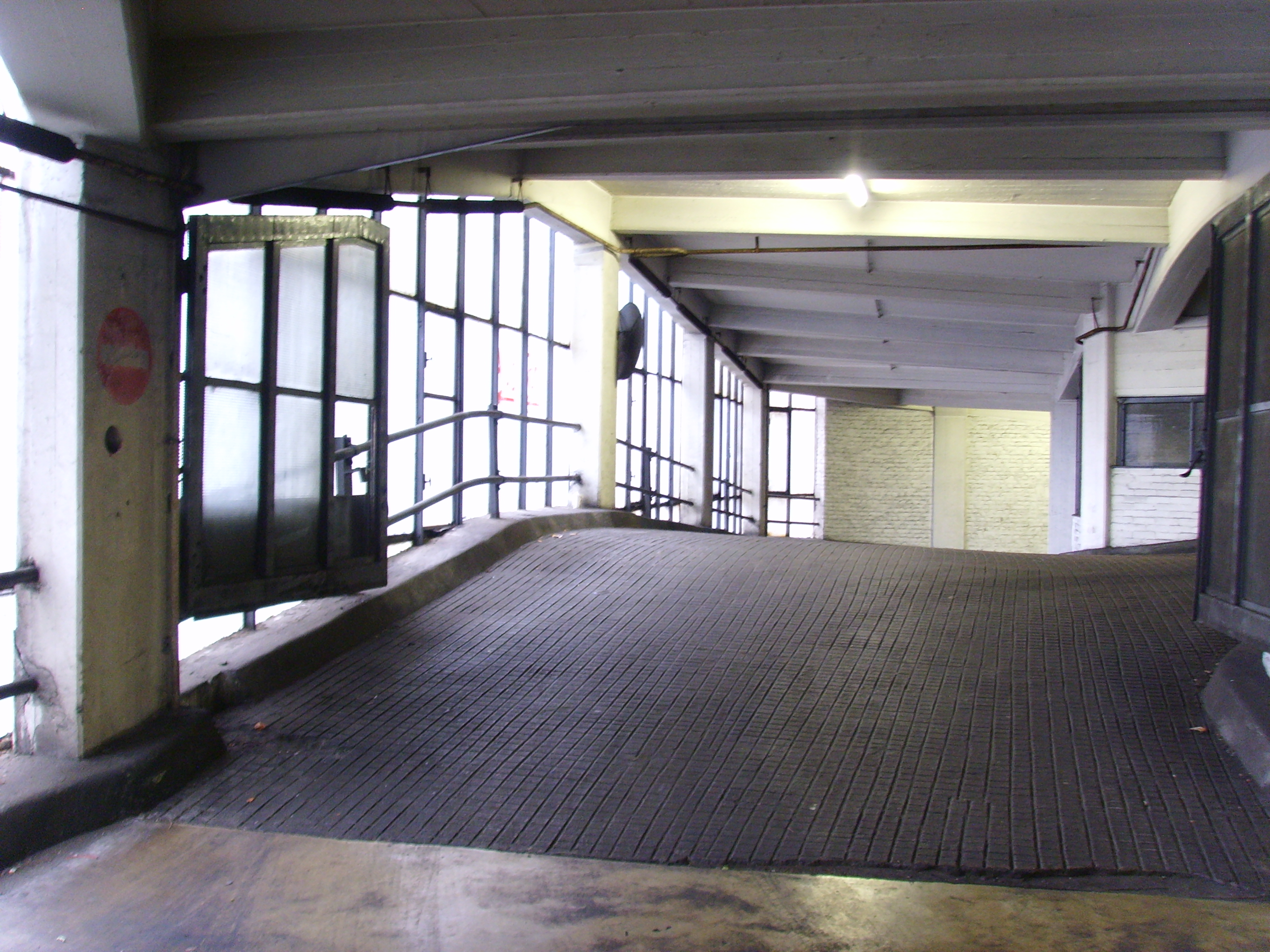
Wendelrampe Abfahrt, 2007
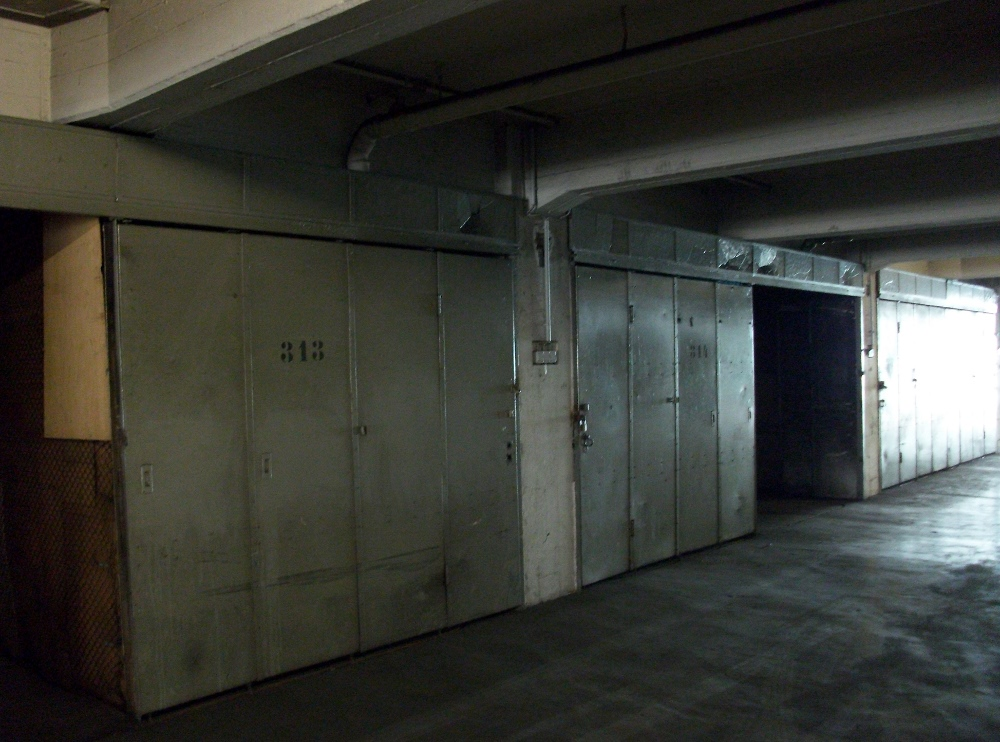
Garagenetage mit Boxen, 2010
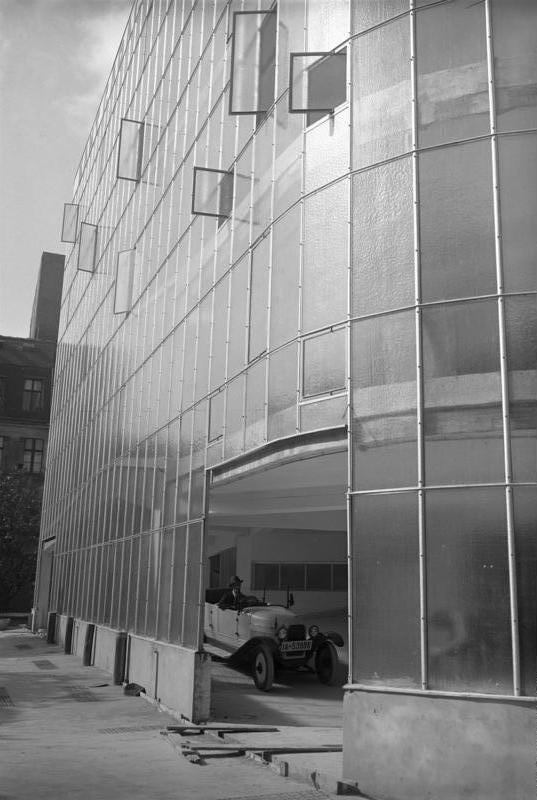
Vorhangfassade, 1930
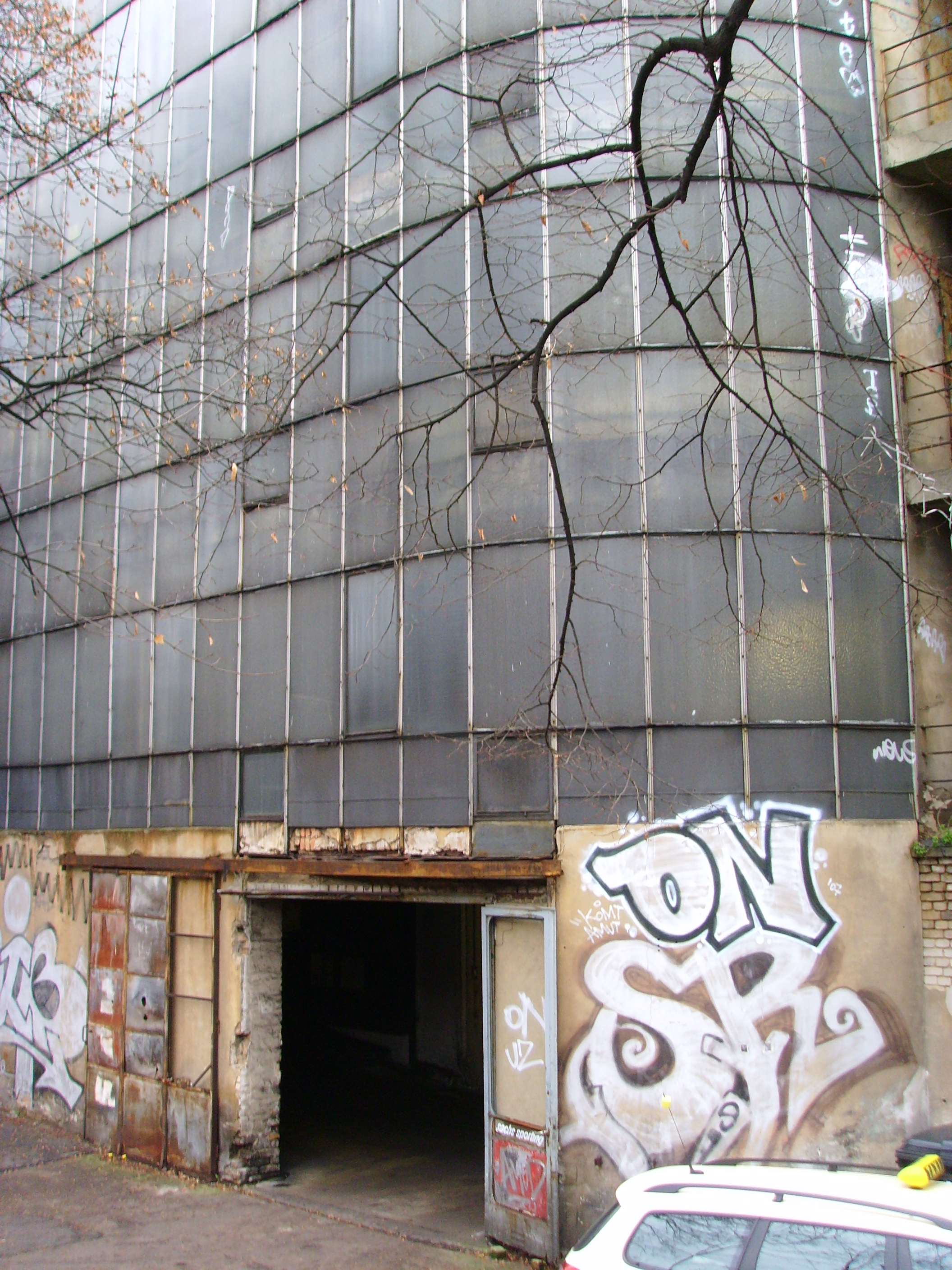
Vorhangfassade, 2007
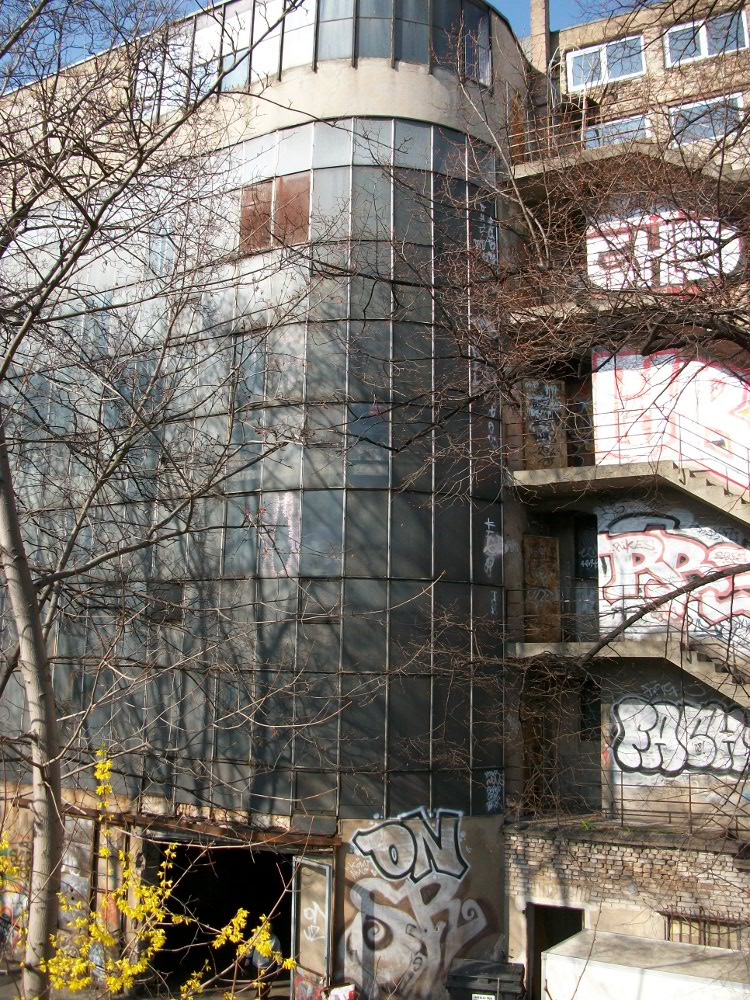
Vorhangfassade Detail, 2012
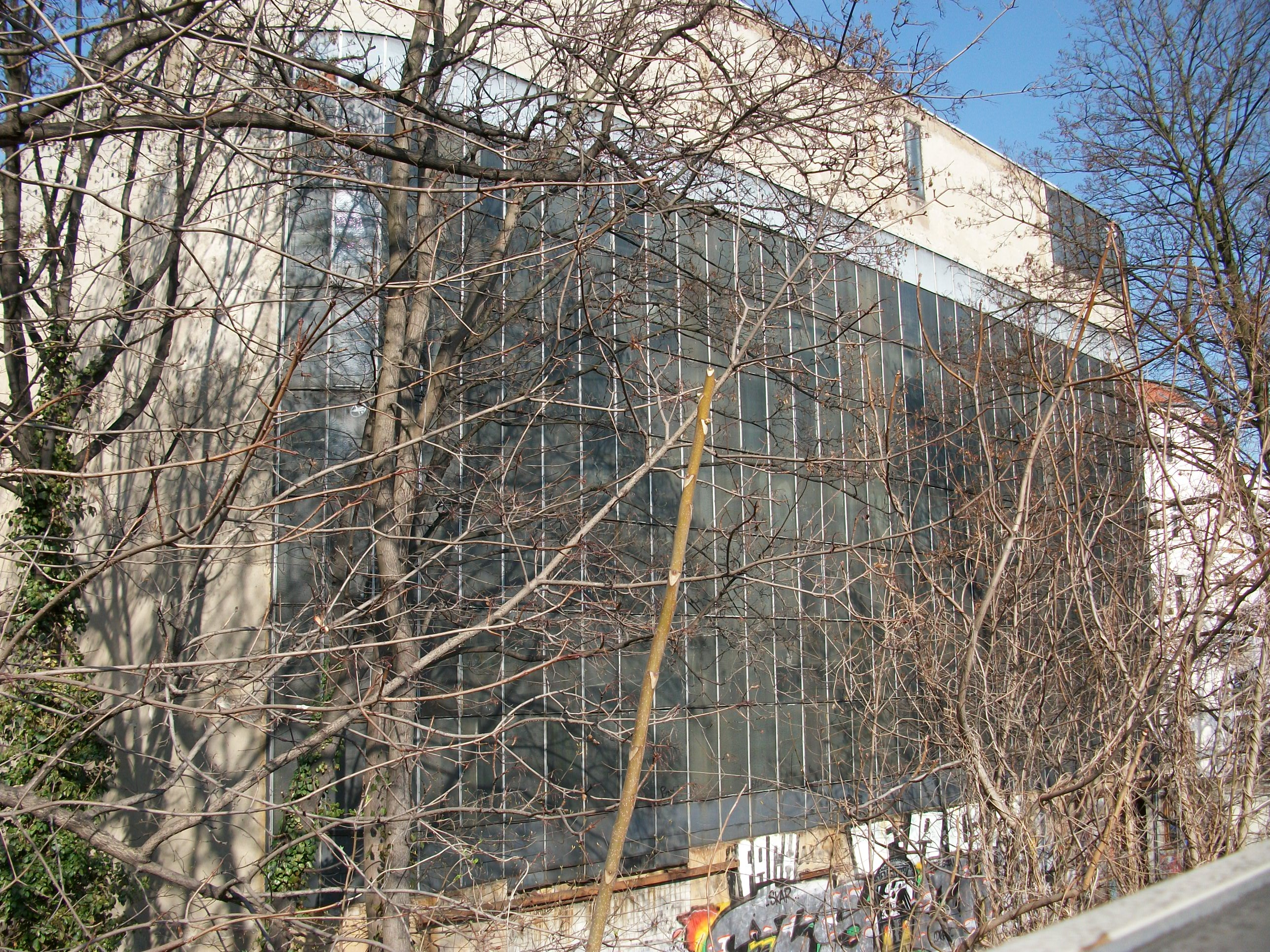
Vorhangfassade Rückseite, 2012

Die Hochgarage ist in Übersichtswerken zur Neuen Sachlichkeit der Weimarer Republik sowie in zahlreichen Berlin-Büchern als architektonische Besonderheit enthalten. Der Kant-Garagen-Palast ist auch heute noch die einzige Hochgarage Deutschlands, die in architekturhistorischen Publikationen zur Klassischen Moderne diese automobilistische Bauaufgabe exemplarisch vertritt. Neben der 1970 abgerissenen Garage de la Société Ponthieu-Automobiles (Paris, 1907) von Auguste und Gustave Perret ist sie eine der wenigen Hochgaragen Europas, die weltweit überhaupt wahrgenommen werden.
In einer Empfehlung des Landesdenkmalrates wird die architekturhistorische Bedeutung des bis heute unsanierten Gebäudes wie folgt beschrieben:

„Die Hochgarage in der Kantstraße (1929/30) ist das letzte unverändert erhaltene Gebäude des Architekten Hermann Zweigenthal alias Herman Herrey, in Deutschland und zugleich ein Frühwerk seines später berühmt gewordenen Partners Richard Paulick. Vor allem aber handelt es sich um ein singuläres Verkehrsdenkmal von nationaler Bedeutung, nämlich die wohl bedeutendste Großgarage der Zwischenkriegsmoderne in Deutschland. Die vergangenen siebzig Jahre überstand der hoch bedeutende Garagenbau in authentischem Bauzustand und mit ursprünglicher Nutzung. Sein Garagengebäude ist damit nicht nur die einzige erhaltene Berliner Hochgarage der Zwischenkriegszeit, es ist auch das einzige Beispiel dieser Bauaufgabe in ganz Deutschland, das eine doppelgängige Wendelrampe vorweisen kann. Da die ‚Casa dell’Automobile‘ in Rom (1928/29) bereits abgerissen wurde, existiert in ganz Europa zudem keine ältere und lediglich eine weitere Hochgarage mit dieser Art der Höhenbeförderung: die später entstandene ‚Autorimessa‘ in Venedig (1934–35). Und auch die baukünstlerische Fassadengestaltung der Hochgarage ist in Europa beispiellos. Die Kantgaragen sind somit nicht nur ein herausragendes Denkmal des Neuen Bauens, sondern auch ein einzigartiges – und hier ist der Ausdruck wirklich wörtlich zu nehmen – Baudenkmal des Automobilismus in Deutschland und Europa. Der Landesdenkmalrat empfiehlt, alles daran zu setzen, dass dieses ungewöhnliche Zeugnis erhalten werden kann.“

## Kontroverse um die Erhaltung

### Eigentümer Pepper (1961–2016)
Die Eigentümer Karl Heinz Pepper und später Christian Pepper nutzten das Baudenkmal 55 Jahre lang als Garage mit Tankstelle und Reparaturwerkstatt. Während dieser Zeit erfolgten keine denkmalpflegerischen Maßnahmen am Gebäude. Im Jahr 2013 beantragte Christian Pepper (Kantgaragen GmbH) beim zuständigen Bauamt Charlottenburg-Wilmersdorf den Abriss des nach 83 Jahren ununterbrochener Nutzung sanierungsbedürftigen Baus aus wirtschaftlichen Gründen. Als Begründung wurde ein im Auftrag des Eigentümers erstelltes Gutachten angegeben, nach dem die gesamte „Konstruktion“ und die Auffahrtrampe „auf Dauer nicht tragfähig“ seien und eine „andere Nutzung“ nicht möglich wäre. Aus „wirtschaftlichen Gründen sei [dem Denkmaleigentümer] deswegen die Instandsetzung der Immobilie nicht mehr zuzumuten“. Mit einer ähnlichlautenden Feststellung wurde 1991 bereits der erste Abrissantrag des Eigentümers bei der zuständigen Behörde begründet.
Über die architektur- und kulturhistorische Bedeutung der Kant-Garagen für den Architekten Zweigenthal, das europäische Architekturerbe der Klassischen Moderne, die Stadt Berlin und die Geschichte des Automobilismus in Deutschland wurde der Eigentümer der Hochgarage, die Kantgaragen GmbH (Pepper Immobilien Holding) und Christian Pepper (Unternehmensgruppe Pepper) persönlich im Herbst 2013 durch einen offenen Brief informiert. Unterschrieben wurde dieser „Appell für den Erhalt des Kant-Garagen-Palastes“ u. a. durch die Akademie der Künste, die Arbeitsgemeinschaft Nachkriegsmoderne der Technischen Universität Berlin, die Architektenkammer Berlin, das Bauhaus-Archiv, den Bund Deutscher Architekten, den Deutschen Werkbund Berlin, die Deutsche Stiftung Denkmalschutz, docomomo Deutschland und docomomo International, ICOMOS Deutsches Nationalkomitee sowie von zahlreichen Privatpersonen aus allen Bereichen der Gesellschaft.
Die vom damaligen Eigentümer der Hochgarage im Abrissantrag 2013 vorgebrachte Baufälligkeit konnte durch zwei unabhängig voneinander erstellte Gutachten letztlich nicht bestätigt werden. Die vom Eigentümer und der zuständigen Denkmalbehörde beauftragten Gutachter stellten im Herbst 2014 zwar „erhebliche Mängel“ fest, jedoch seien diese keineswegs irreparabel oder schwerwiegend – so sind beispielsweise lediglich zwei Prozent der Gesamtsubstanz der Betontragwerkskonstruktion tatsächlich erneuerungsbedürftig.
Diese behördlich festgestellten Mängel wurden nicht, wie es das Berliner Denkmalschutzgesetz (DSchG Bln § 8, Abs. 1–3 und § 16, Abs. 1) vorsieht, vom damaligen Eigentümer „im Rahmen des Zumutbaren“ behoben. Der Abrissantrag ruhte von Ende 2014 bis Ende 2016 nicht-beschieden bei der zuständigen Behörde und wurde schließlich mit dem Verkauf an einen neuen Eigentümer hinfällig. Die Behebung der behördlich festgestellten Mängel obliegt nun dem neuen Eigentümer des Baudenkmals.

### Eigentümer Gädeke (seit 2017)

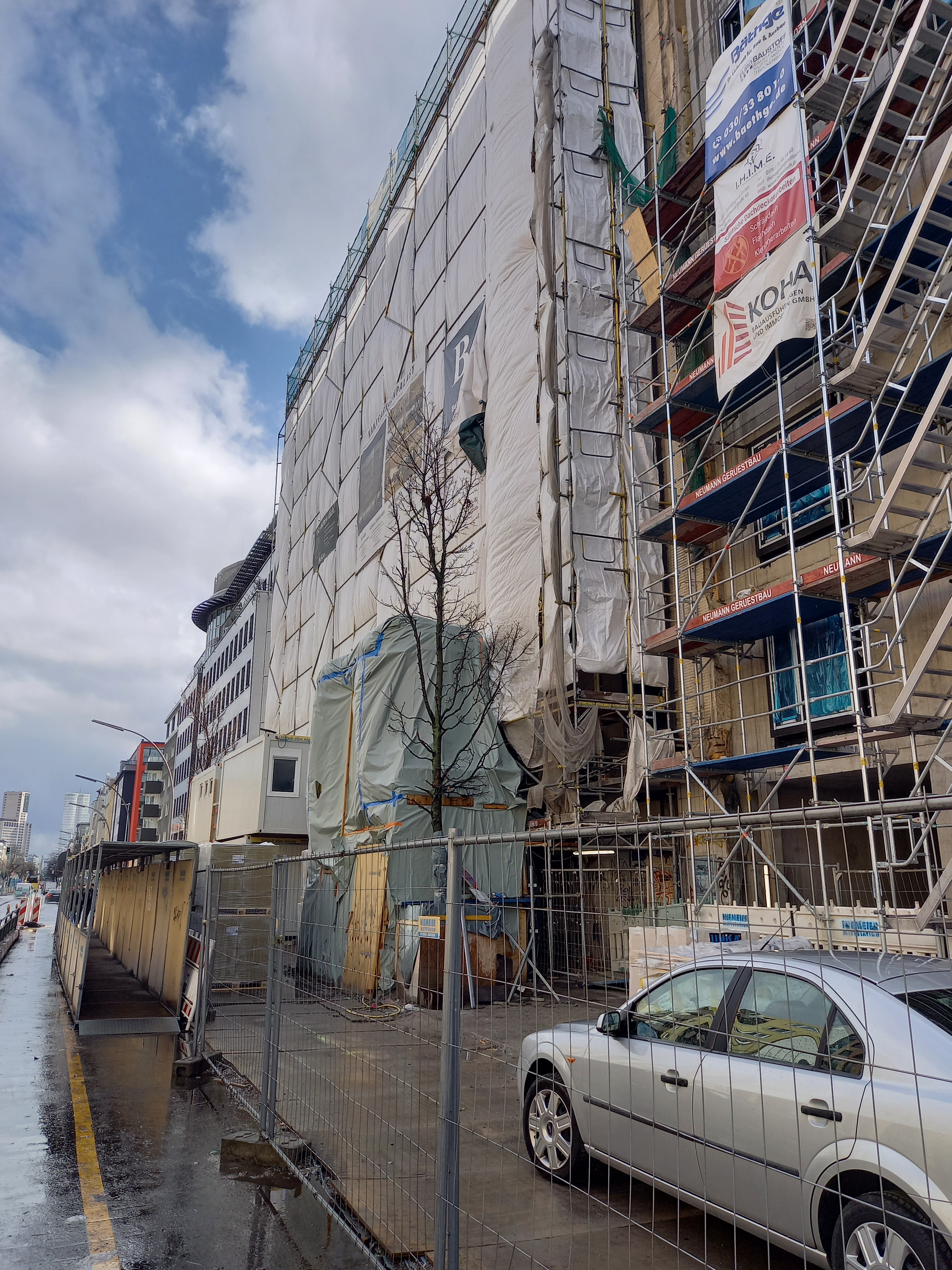
Umbau der Kantgaragen

Ende 2016 wurde der Kant-Garagen-Palast an den Immobilienunternehmer Dirk Gädeke (Gädeke & Sons GmbH) verkauft. Der neue Eigentümer hat festgelegte denkmalpflegerische Ziele einzuhalten, wird das Baudenkmal jedoch auch nach immobilienwirtschaftlichen Kriterien verwerten. Gädeke (Rational Generalunternehmer GmbH & Co. Kantgaragenpalast KG) wird die bisherige Nutzung als Hochgarage mit Tankstelle und Werkstatt aufgeben, das Baudenkmal mit Zustimmung der zuständigen Denkmalbehörde bis zum Sommer 2018 umbauen und in ein profitables Nutzungskonzept überführen. Eine wissenschaftliche Bestandsaufnahme und Bewertung der Hochgarage und die Erarbeitung eines denkmalpflegerischen Gesamtkonzepts im Vorfeld der denkmalrechtlichen Genehmigung durch die Denkmalbehörde sind vorgesehen (Stand: November 2017). Die Bewertung des Baudenkmals stützt sich zurzeit nur auf eine Masterarbeit im Studiengang Denkmalpflege, die 2011 von Mirco Schneider an der TU Berlin verfasst wurde.
Die Umbau- und Umnutzungspläne wurden vom Berliner Architekturbüro Nalbach + Nalbach Gesellschaft von Architekten mbH, unter Federführung von Johanne Nalbach, erstellt. Die Architekten sollten die äußere Hülle des Baudenkmals sanieren und rekonstruieren. Im Inneren musste das Gebäude aufgrund der neuen Nutzung der aktuell gültigen Bauordnung für Berlin (BauO Bln) angepasst und den Vorschriften des Brandschutzes, der Arbeitsstättenverordnung (ArbStättV), der Energieeinsparverordnung (EnEV), der Technischen Gebäudeausrüstung (TGA) etc. entsprechend umgebaut werden.

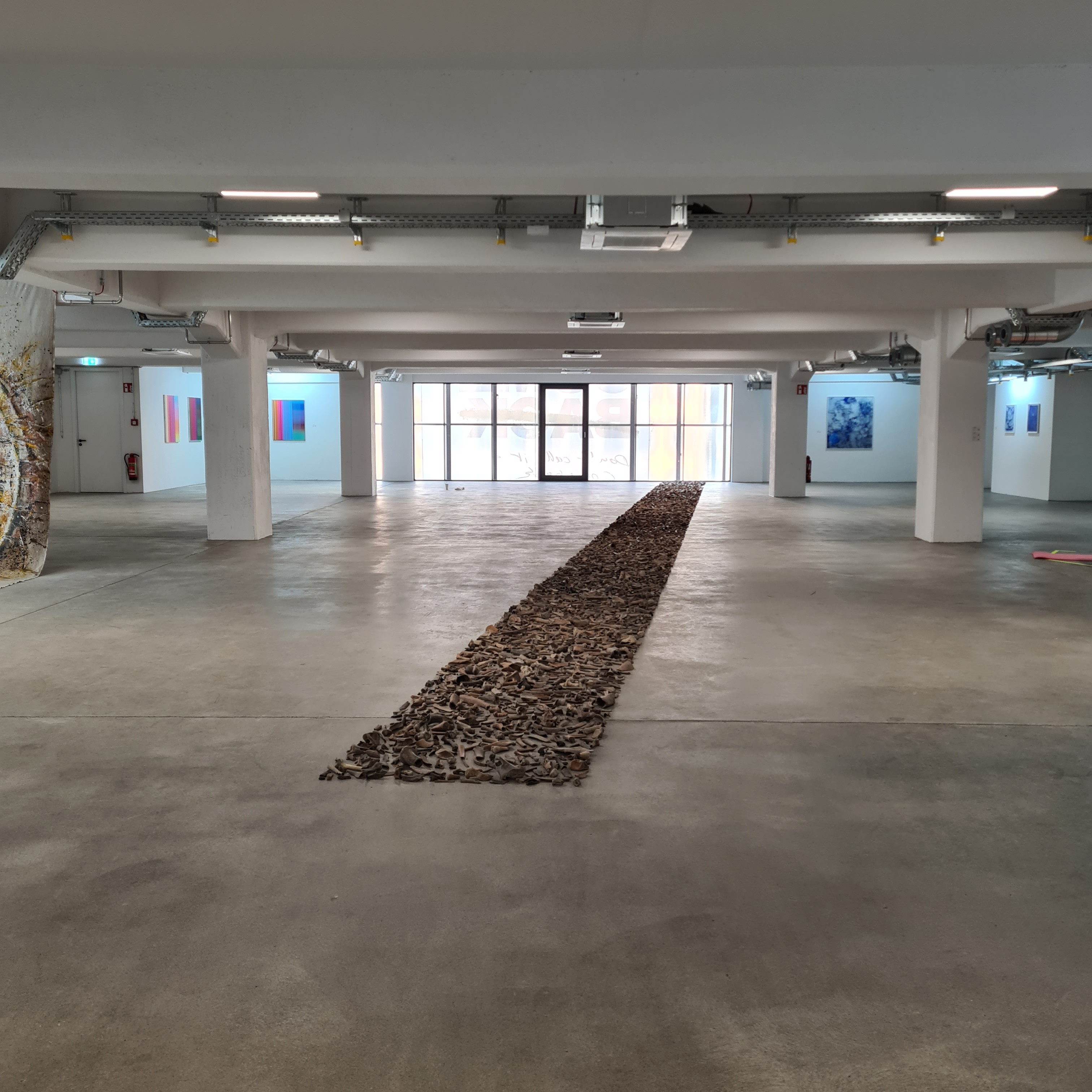
Kunstausstellung in den Kant-Garagen, September 2022

Mit dem Umbau der Hochgarage zum Büro-, Event- und Galeriegebäude wurde im Oktober 2017 begonnen. Alle Rückbau- und Umbaumaßnahmen sind mit dem Landesdenkmalamt und der Unteren Denkmalbehörde Berlin abgestimmt und durch diese Behörden genehmigt. Nach den von Nalbach + Nalbach erstellten Umbauplänen wurde die authentisch erhaltene Vorhangfassade des Baudenkmals rückgebaut und durch eine Rekonstruktionen mit moderner Verglasung (Schüco-Fenster) ersetzt wird. Von den 132 denkmalgeschützten Heinrichs-Boxen verbleiben lediglich 36 im Gebäude – jeweils neun Heinrichs-Boxen pro Etage.
Die restlichen 94 Heinrichs-Boxen wurden ausgebaut. Auch die Führungsschienen der Heinrichs-Boxen wurden zusammen mit dem authentischen Bodenbelag rückgebaut. Aus ungeheizten Garagenetagen mit geschlossenen Boxenreihen und Fahrstraßen sollen offene Büroetagen mit zeitgemäßer Klimatechnik werden.
Das Stilwerk eröffnete im Oktober 2022 in den Kant-Garagen eine neue Filiale, die jedoch 2023 bereits wieder geschlossen wurde.

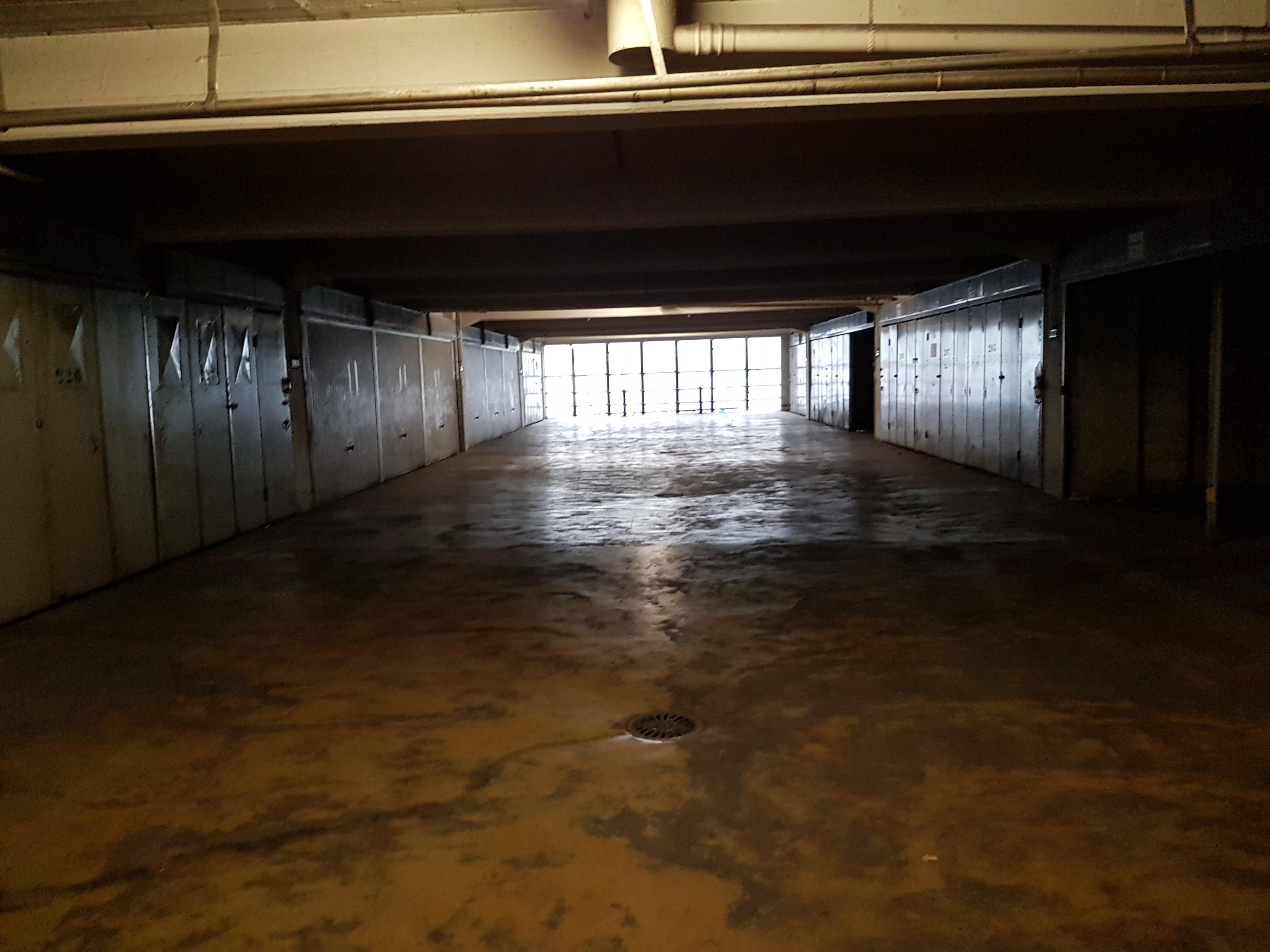
Garagenetage im 2. OG mit original 1930er Heinrichs-Boxen, Oktober 2016
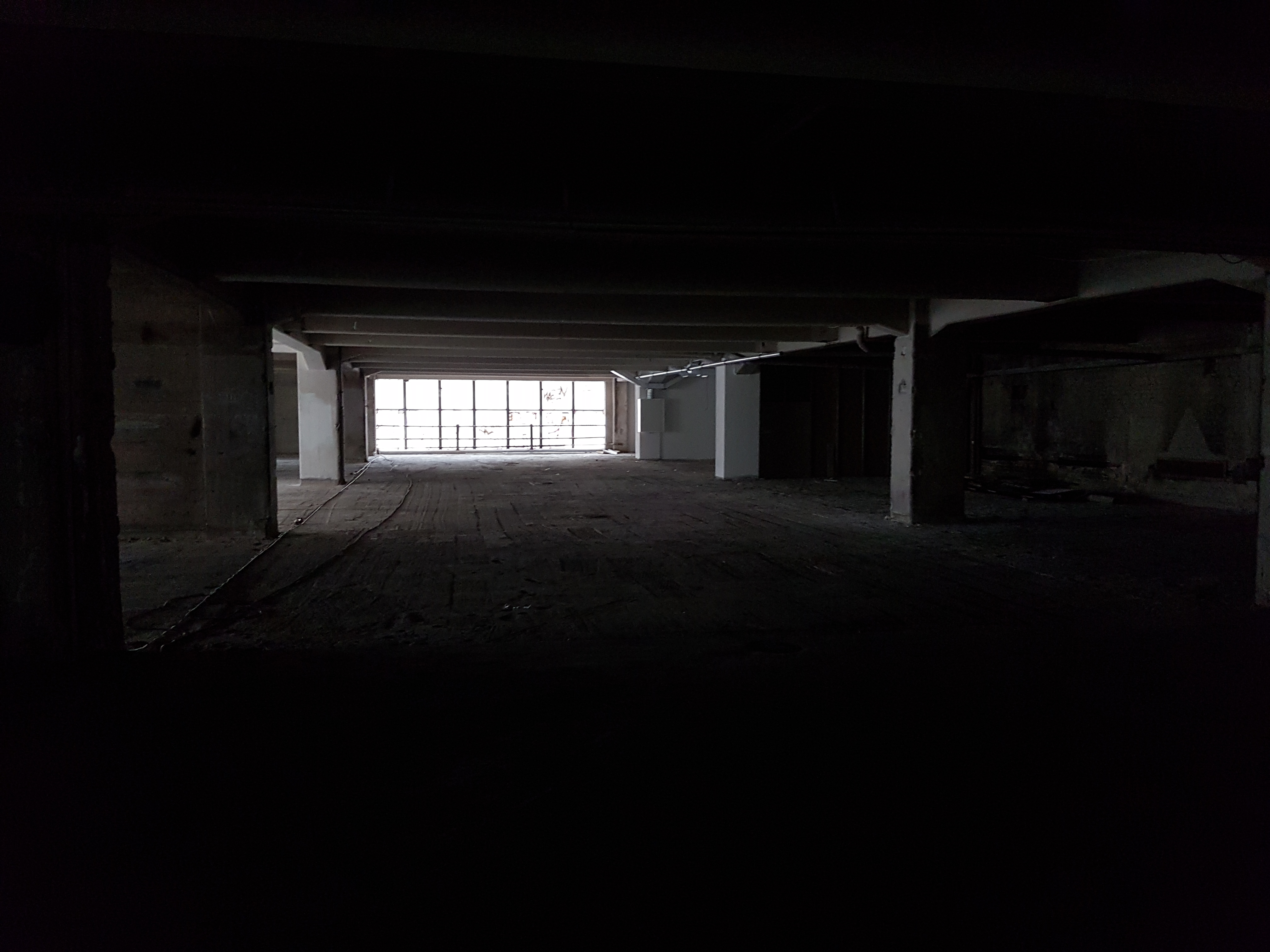
Garagenetage im 2. OG nach dem Ausbau der Heinrichs-Boxen, Oktober 2017
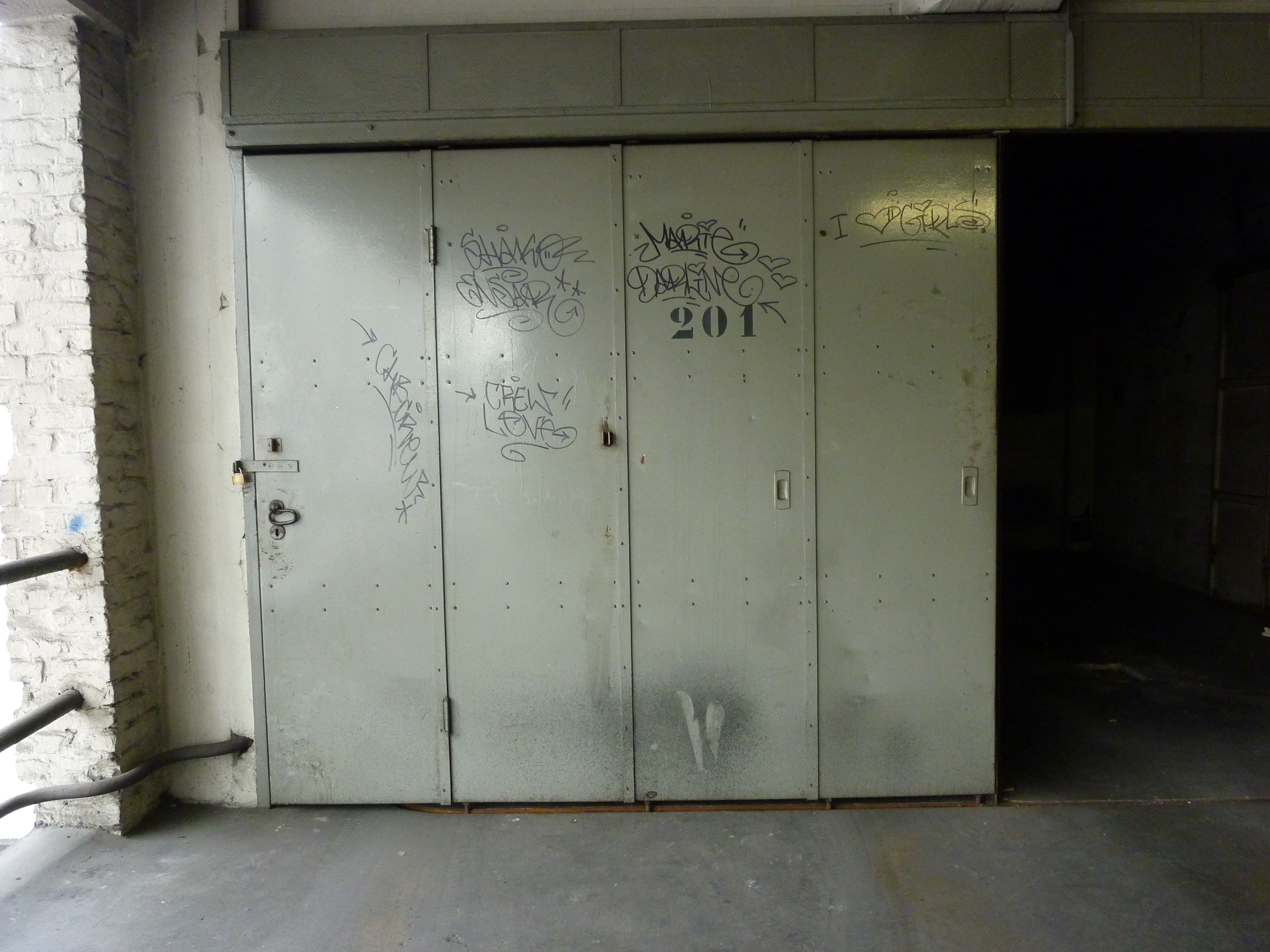
Original Heinrichs-Box 201 im 2. OG, Oktober 2016
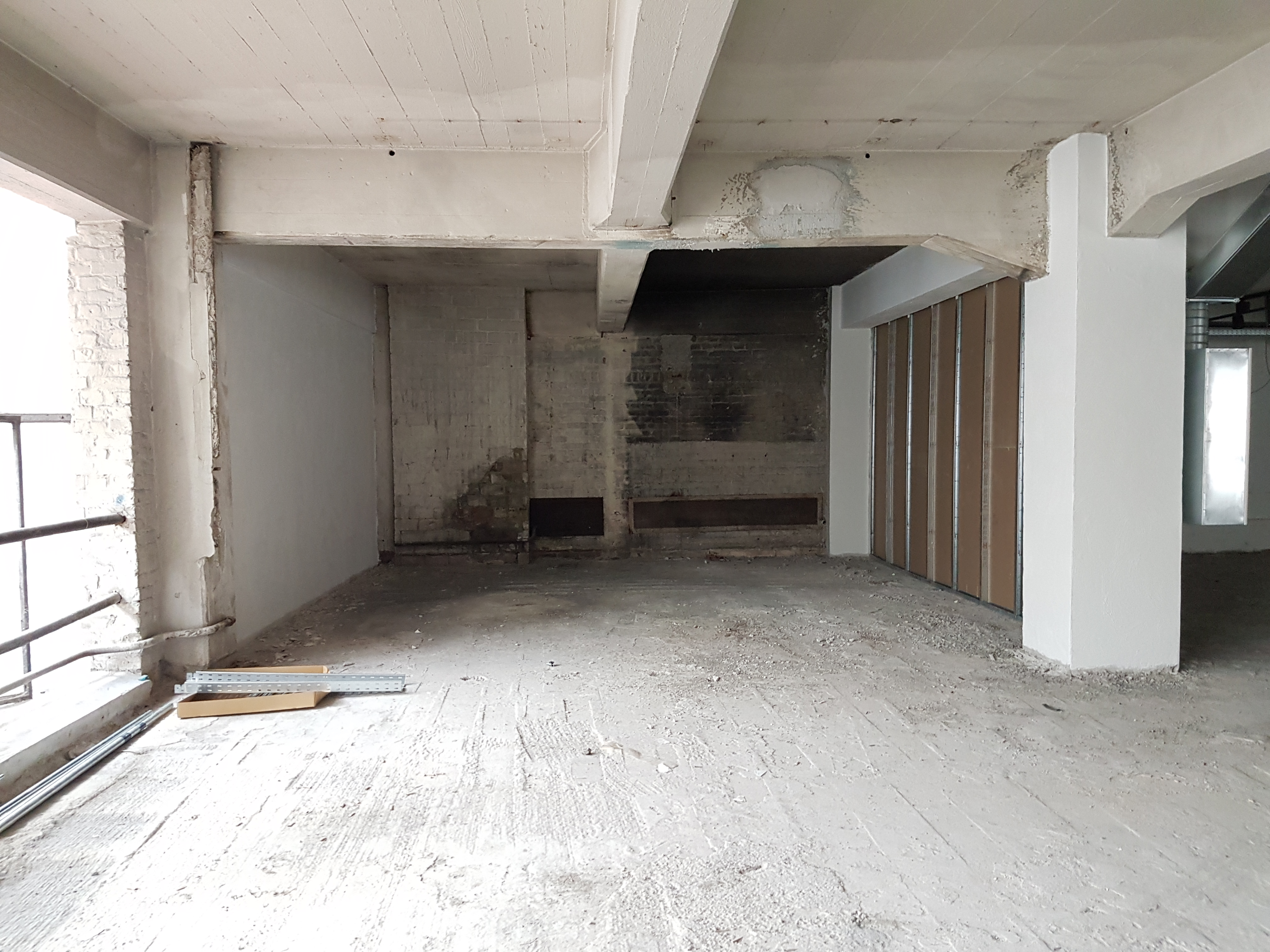
Nach dem Ausbau der Heinrichs-Box 201, Oktober 2017
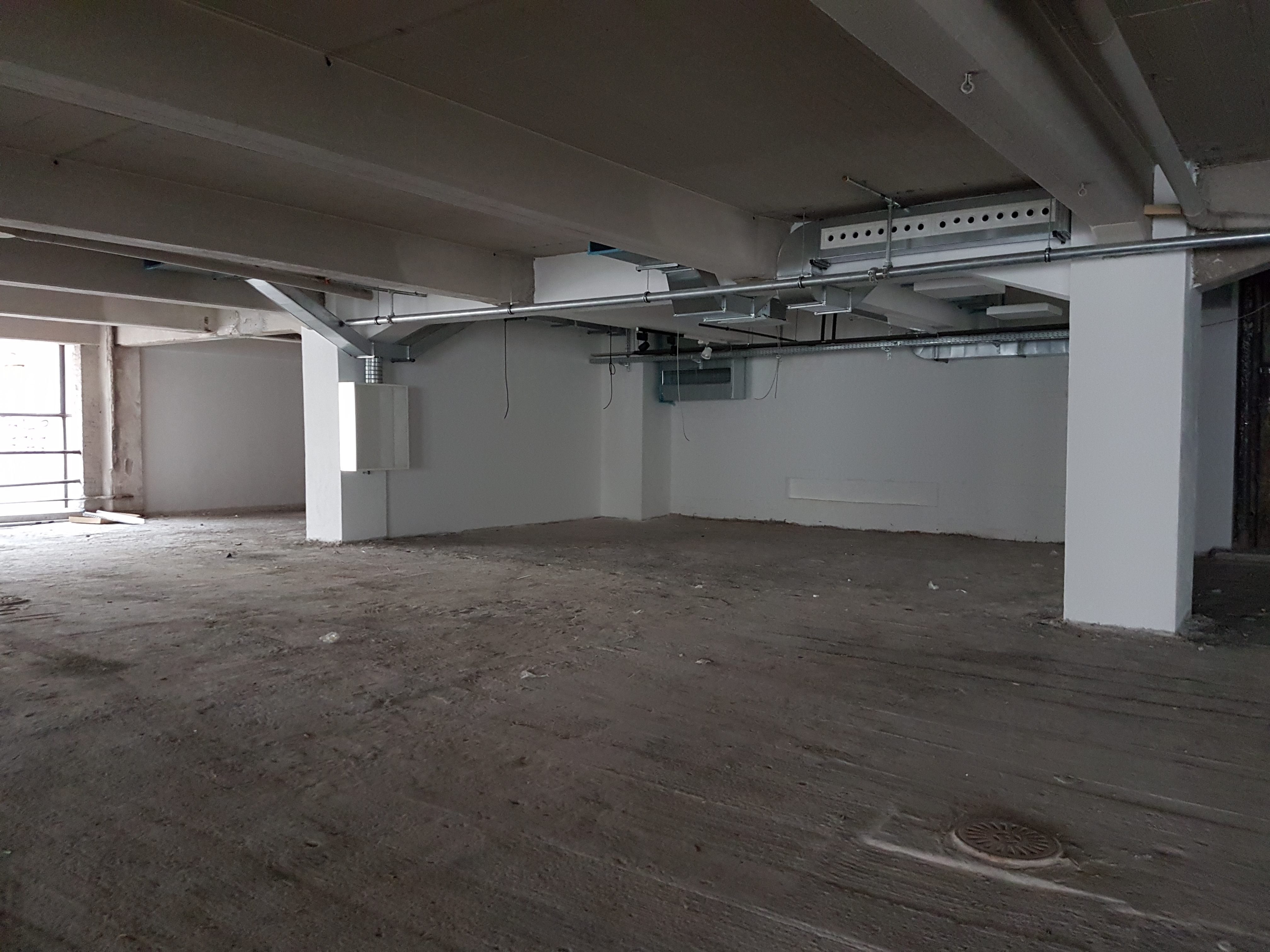
Muster für die technische Gebäudeausrüstung, Oktober 2017

Wie bei der Holtzendorff-Garage (Berlin 1929) von Walter und Johannes Krüger sollen auch im Kant-Garagen-Palast nur wenige authentische Bestandteile des Verkehrsdenkmals als Spolien des Berliner Garagenwesens der Zwischenkriegszeit erhalten bleiben.
Um das Kellergeschoss künftig als Tiefgarage nutzen zu können, sollen dort alle Heinrichs-Boxen entfernt und eine neue Ein- und Ausfahrt gebaut werden. Die denkmalgeschützte Wendelrampe bleibt strukturell erhalten, soll aber zukünftig nicht mehr befahren werden. Im Rampenauge, einst Waschplatz für Autos, sind Sanitäranlagen (WC, Dusche) und zusätzliche Konferenzräume vorgesehen. Die Tankstelle wurde bereits rückgebaut.
In der Lücke zwischen Kant-Garagen-Palast und Nachbargebäude (Kantstraße 125), dem ehemaligen Standort der Villa, wurde von Gädeke & Sons GmbH ein Hotelneubau errichtet. Die Pflegedienst- und Wagenabstellhalle aus dem Jahr 1956 wurde hierfür bereits abgerissen.

## Bedeutung
Der Kant-Garagen-Palast steht seit 1991/1992 unter Denkmalschutz. Neben den Stern-Garagen in Chemnitz (1928) und der Großgarage Süd in Halle (1929) ist der Kant-Garagen-Palast eine der bedeutendsten erhaltenen Hochgaragen der Zwischenkriegszeit in Deutschland. Er ist einer der Schlüsselbauten dieser Bauaufgabe in der Weimarer Republik. Seine kultur- und architekturhistorische Bedeutung ist gleichrangig mit Werken der Neuen Sachlichkeit wie dem Haus Schminke in Löbau, der Bundesschule des ADGB in Bernau, dem Kaufhaus Schocken in Chemnitz oder dem Bauhausgebäude in Dessau. Der Kant-Garagen-Palast ist ein Baudenkmal des Automobilismus von nationaler und internationaler Bedeutung.

## Sonstiges
Im fünften Geschoss befand sich seit 1955 die Werkstatt Auto-Wax von Hans Hubert „Hanne“ Wax, hier entwarf Luigi Colani Karosserien auf Basis der Alfa Romeo Giulietta. Ab 1961 betrieb in den gleichen Räumen der bekannte Berliner Rennfahrer Herbert Schultze seine Alfa-Romeo-Werkstatt.
Die Kant-Garagen sind Handlungsschauplatz in mehreren Romanen von Volker Kutscher aus dem Gereon-Rath-Zyklus. In Transatlantik. Gereon Raths neunter Fall beginnt die Handlung mit der Ermordung eines SS-Offiziers in den Kant-Garagen.